# Видин (эялет)
Эялет Видин (осман. ایالت ویدین; Eyālet-i Vīdīn‎) — административно-территориальная единица Османской империи. Существовал в 1846—1864 годах. Образовался из части Манастирского эялета. В 1864 году вошёл в состав Дунайского вилайета.

## История
В 1393 году турки-османы подчинили своей верховной власти Видинское царство в Болгарии. В 1397 году Видинское царство было включено в составе к Османской империи и превращено в санджак с административным центром в городе Видин. Санджак входил в состав Румелийского бейлербейства (впоследствии эялета). Стратегически выгодное положение превратило Видинский санджак в базу для наступления на дунайские княжества. В дальнейшем стал важной крепостью в войнах с Австрией и Россией.
В 1769 году Видин захватили австрийцы, а 1770 году его отвоевали османские войска. Вслед за этим санджак-бей Видина получил титул паши со статусом трехбунчужного визиря. Таким образом образовался Видинский пашалык. С конца XVIII века Видин является местом расположения митрополита Болгарии. В 1793—1807 годах здесь существовала полунезависимая держава во главе с санджак-беем Османом Пазвантоглу. Впоследствии превратилась в сопротивления сербских повстанцев. Только в 1813 году здесь восстановлена власть османского султана.
В 1846 году в результате реформирования из эялета Манастир была образована отдельная Видинская провинция (эялет). Она состояла из 3 санджаков — Видинского, Ломского и Тырновского (современная северная Болгария). Задачей паши была защита дунайского рубежа от проникновения гайдуков и революционеров с территории Валахии в Болгарии и Сербию.
Во время Крымской войны с Российской империей отсюда отправлялись войска на территорию Валахии и Молдавии, а города Лом и Видин были базами по поставке продовольствия, оружия и подкреплений. В 1864 году в рамках общей административной реформы Видинский эялет стал частью вновь созданного Дунайского вилайета.

## Структура
Видинский эялет состоял из 3 санджаков: санджак Видин, санджак Тырново и санджак Лом.